# Aker
| A | k · r |

| A | k · r |

Aker byl v období Staré říše (2700 před n. l.) egyptský bůh země.
Sleduje prostor mezi východním a západním obzorem podsvětí a střeží bránu, kterou do říše mrtvých vstupuje král. Zajišťuje také bezpečnou plavbu lodi boha slunce Rea, když v noci proplouvá podsvětím. Někdy také nese lodní stěžeň. Je rovněž považován za ochránce před hadím uštknutím. Bývá zobrazován v podobě dvou lidských nebo lvích hlav obrácených k sobě zády.